# Lars Bredberg
Lars Åke Einar Bredberg, född 7 juni 1933 i Tidaholms församling i Skaraborgs län, död 19 juli 2023 i Täby distrikt i Stockholms län, var en svensk militär.

## Biografi
Lars Bredberg avlade officersexamen vid Krigsskolan 1957 och utnämndes samma år till fänrik vid Karlsborgs luftvärnsregemente, där han befordrades till löjtnant 1959. Han gick Luftvärnsofficersskolan vid Artilleri- och ingenjörofficersskolan 1959–1960. Från 1961 tjänstgjorde han vid Roslagens luftvärnsregemente, befordrad till kapten 1965. Han tjänstgjorde 1969–1975 vid Försvarets materielverk (FMV) och var lärare i matematik vid Artilleri- och ingenjörofficersskolan 1968–1972, befordrad till major 1972 och till överstelöjtnant 1973. Åren 1973–1975 var han sektionschef vid Vapenavdelningen i Huvudavdelningen för armémateriel vid FMV. Han inträdde i Generalstabskåren 1975 och tjänstgjorde vid Göta luftvärnsregemente 1977–1980. År 1980 befordrades han till överste, varpå han tjänstgjorde vid Huvudavdelningen för armémateriel vid FMV: som chef för Robotbyrån i Vapenavdelningen 1980–1982 och som projektledare i Robotavdelningen 1982–1984. Bredberg var chef för Skånska luftvärnsregementet 1984–1993.
Lars Bredberg invaldes som ledamot av Kungliga Krigsvetenskapsakademien 1985.